# Helena Vasku
Helena Vasku (także Vascu, Vaskowa i Waszkowa) z domu Świeykowska (ur. 15 sierpnia 1876 w Uhercach, zm. ?) – polska tłumaczka, literatka, działaczka społeczna.

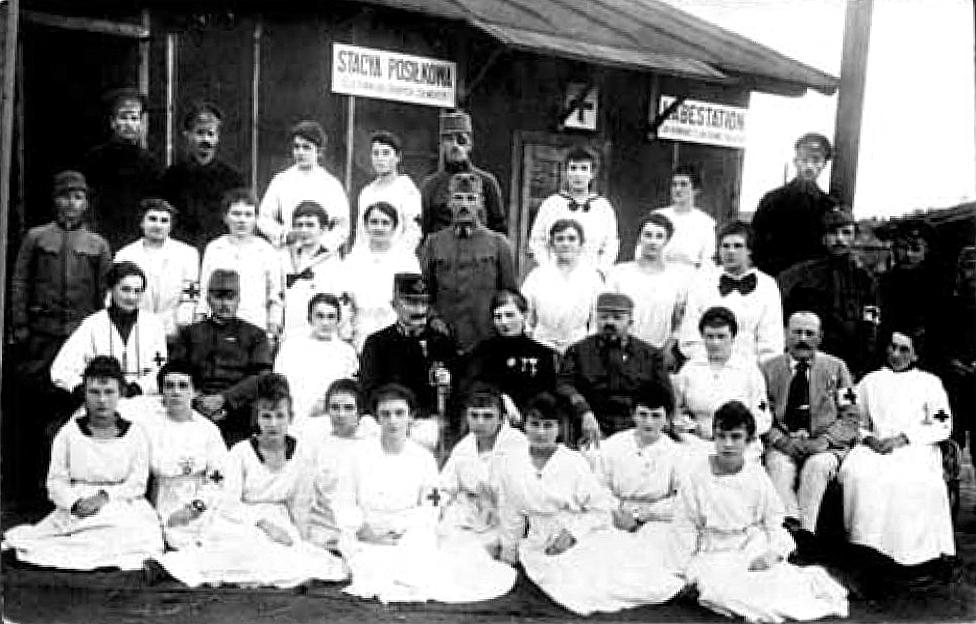
Stacja posiłkowa w Rzeszowie w 1917. Na zdjęciu widoczna Helena Vasku (w drugim rzędzie w środku)

## Życiorys
Urodziła się 15 sierpnia 1876 w Uhercach. Pochodziła z rodziny Lubiewa Świeykowskich herbu Lubicz. Była córką Stanisława i Anieli z domu Skibińskiej. Jej braćmi byli Stanisław, ks. kan. Bronisław Świeykowski (1865-1956). Ukończyła szkołę średnią. Od 1893 była żoną oficera (podczas I wojny światowej rotmistrza, następnie majora), później majora i pułkownika Wojska Polskiego Olderycha Vasku (ur. 1873).
W okresie I wojny światowej była w Rzeszowie wybitnie aktywną działaczką w zakresie pomocy materialnej i sanitarnej na rzecz Legionistów Polskich. Relacje i raporty z jej działalności ukazywały się wielokrotnie na łamach pisma „Głos Rzeszowski”, gdzie była określana jako wzbudzająca podziw dla jej odwagi i poświęcenia oraz o niespożytych zasługach, niezmordowana prezesowa, niewyczerpana w pomysłach inicjatorka i nieustająca w pracy. Swoimi działaniami ułatwiała legionistom ucieczkę z niewoli rosyjskiej oraz z internowania przez władze austriackie, za co była stawiana przed sądami rosyjskimi i austriackimi. Podczas I wojny światowej była działaczką i od sierpnia do grudnia 1915 prezesem zarządu Schroniska dla Legionistów Polskich w Rzeszowie, które działało od 17 października 1915 do lipca 1918, mieściło się kolejno w siedzibie Towarzystwa Gimnastycznego „Sokół”, w budynku przy ul. Zamkowej 6, a od połowy 1917 w budynku Towarzystwa Zaliczkowego przy ul. Sokoła. W czasie wojny pełniła stanowisko prezesa (przewodniczącej) stacji posiłkowej Czerwonego Krzyża w Rzeszowie, działającej przy dworcu kolejowym, w ramach której kierowała ochotniczą pracą kobiet w sekcji szpitalnej oraz przy wyrobie papierosów w stacji posiłkowej. Była prezesem i wiceprezesem Czerwonego Krzyża w Rzeszowie, działając przy ul. Lwowskiej (w 1916 w ramach CK działała tzw. „stacja krzepienia”, niem. Lebestation). Kierowała także powołanym w marcu 1916 Oddziałem (Komitetem) Pań Czerwonego Krzyża w Rzeszowie, prowadząc w nim sekcję wywiadowczą organizowała przesyłanie paczek polskim jeńcom wojennym w Rosji, we Włoszech, w Rumunii. W 1916 została odznaczona austro-węgierskim Złotym Krzyżem Zasługi z koroną na wstędze Medalu Waleczności w uznaniu szczególnie patriotycznego i ofiarnego zachowania się wobec nieprzyjaciela (było to drugie z kolei odznaczenie przyznane jej podczas I wojny światowej). 27 marca 1917 została członkiem wydziału Galicyjskiego Stowarzyszenia Czerwonego Krzyża w Rzeszowie, a 29 marca 1917 została wybrana we Lwowie do wydziału Krajowego Stowarzyszenia „Czerwonego Krzyża”. We wrześniu 1917 z inicjatywy Heleny Vasku oraz płk. Łączyńskiego zapowiedziano otwarcie schroniska dla biednych żołnierzy w Rzeszowie, a 24 listopada 1917 została tam otwarta gospodarza dla żołnierzy. Została zastępcą przewodniczącego Komitetu „Tygodnia Opieki Legionowej” w Rzeszowie, zorganizowanego w sierpniu 1917. Na początku 1918 działała w Komitecie Książęco-Biskupiego Komitetu Krakowskiego (K. B. K.) w Rzeszowie i została członkiem wydziału. 24 lutego 1918 została wybrana prezesem koła stowarzyszenia podczas odbytego wówczas Wiecu Kobiet w Rzeszowie.
W chwili odzyskania przez Polskę niepodległości kierowana przez Vascu stacja posiłkowa przy dworcu kolejowym (dotychczas niem. Verköstigungsstation) rozkazem Wojskowej Komendy Załogi w Rzeszowie z dniem 21 listopada 1918 przeszła pod zarząd polskiej stacji posiłkowej. W 1919 działała także na rzecz Białego Krzyża w Rzeszowie. W 1920 podczas wojny polsko-bolszewickiej pracowała w szpitalu wojskowym. Po odzyskaniu przez Polskę niepodległości w okresie II Rzeczypospolitej pełniła funkcję prezesa oddziału Polskiego Czerwonego Krzyża. Na przełomie 1923/1924 została członkiem Komitetu Powiatowej Ligi Obrony Powietrznej Państwa w Rzeszowie. 2 maja 1923 została odznaczona Krzyżem Kawalerskim Orderu Odrodzenia Polski „za zasługi, położone dla Rzeczypospolitej Polskiej na polu pracy społecznej i filantropijnej”. Zgodnie z testamentem dr. Henryka Hanasiewicza, na przełomie lat 20./30. zasiadła w komitecie uruchomienia Szpitala im. Dzieciątka Jezus w Rzeszowie oraz była członkiem kuratorium Przytułku Dzieciątka Jezus w Rzeszowie.
Zawodowo była sądowym tłumaczem przysięgłym. Ogłosiła przekłady z języka francuskiego, niemieckiego, włoskiego, angielskiego. Publikowała także w prasie. Pod koniec lat 30. przebywała w Truskawcu.
Po wybuchu II wojny światowej mieszkała na Łyczakowie we Lwowie (prawdopodobnie przy ul. Paulinów lub Leśnej), a jej dom stał się wówczas konspiracyjnym lokalem, w którym wyrabiano fałszywe dokumenty i ukrywały się osoby poszukiwane przez Sowietów; według niepotwierdzonych informacji zginęła wraz z mieszkańcami jej domu w 1940 podczas obławy NKWD.